# Peasemore
Peasemore – wieś i civil parish w Anglii, w Berkshire, w dystrykcie (unitary authority) West Berkshire. W 2011 civil parish liczyła 311 mieszkańców. Peasemore jest wspomniana w Domesday Book (1086) jako Prax(e)mere.